# Stylaster divergens
Stylaster divergens är en nässeldjursart som beskrevs av Marenzeller 1904. Stylaster divergens ingår i släktet Stylaster och familjen Stylasteridae. Inga underarter finns listade i Catalogue of Life.